# История нидерландского языка
История нидерландского языка начинается примерно в 450—500 годах нашей эры, когда он отделился от древнефранкского языка в ходе второго германского сдвига согласных. Как и другие германские языки, нидерландский язык прошёл в своем развитии три стадии:
- 450 (500) — 1150 годы — древненидерландский язык (впервые зафиксированный в Салической правде — записи обычного права древних франков);
- 1150—1500 годы — средненидерландский язык;
- 1500 — н. в. — современный нидерландский язык.

## Происхождение нидерландского языка

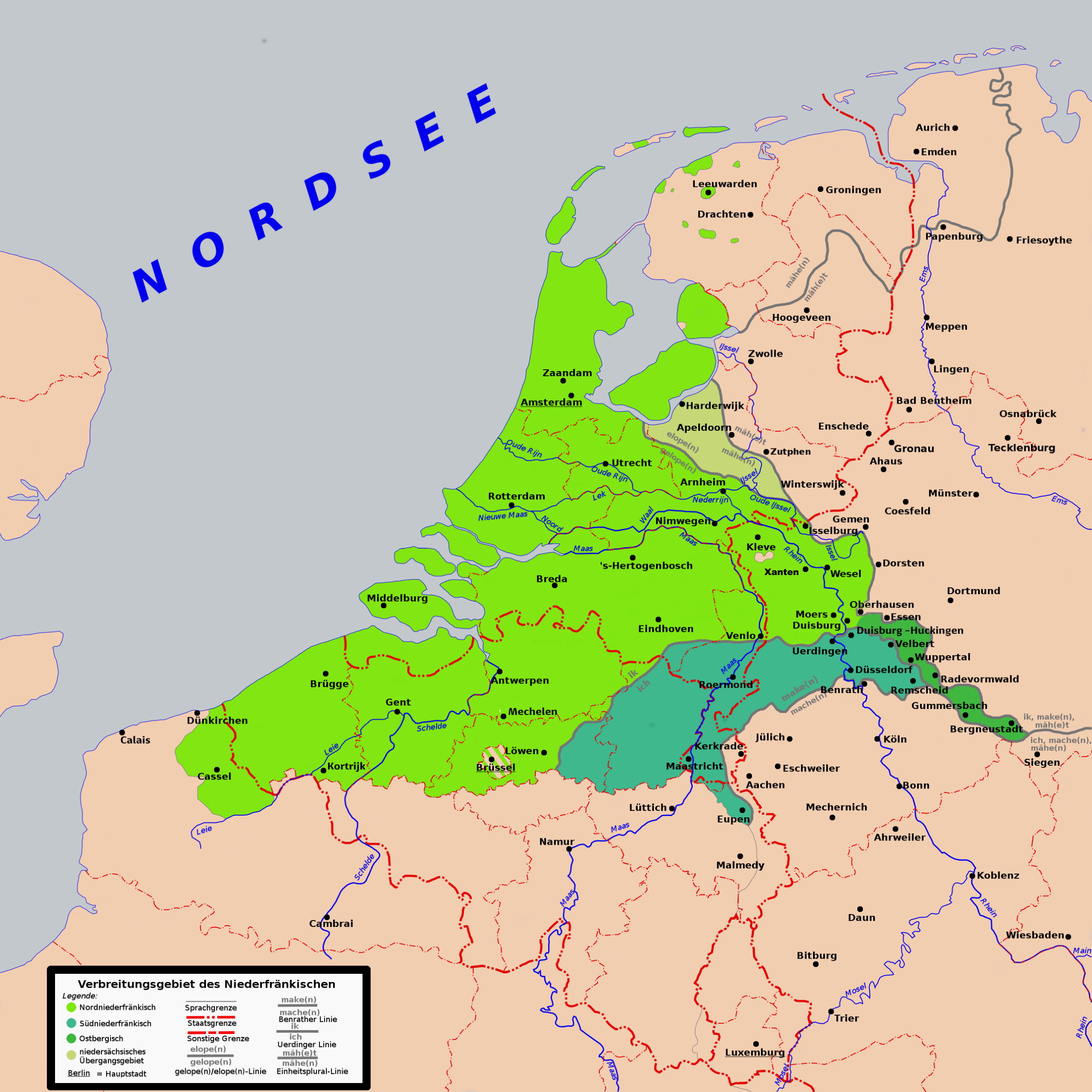
Ареал нижнефранкских диалектов

Нидерландский язык относится к нижнефранкской подгруппе западногерманского диалектного континуума. Франкские диалекты восходят к диалекту салических франков раннего средневековья. Согласно Ф. Энгельсу, самые первобытные формы можно увидеть в словарном запасе древних нижне- и среднефранских диалектов (рипуарские, мозельфранкские).
Салические франки, покорившие Римскую Галлию в конце V века, постепенно мигрировали на юг с территории современной Фландрии, которую они заселили в III—IV веках. В романоязычной Галлии салические франки оказались окружены многочисленным галло-романским населением, и поэтому со временем утратили родной язык, который вышел из обихода к концу VIII века. С другой стороны, там, где народно-латинская речь была слабо представлена, франкская речь сохранилась и продолжала развиваться. Таким образом во франкском языке появилось множество смешанных диалектов, и он утратил своё единство. Продвигающееся с юга второе передвижение согласных, начавшееся в VI веке, выделило из прежде цельной языковой общности диалектные регионы с различными особенностями согласных. Это привело к распаду франкского диалекта на нижненемецкий, средненемецкий и верхненемецкий варианты. На севере сформировалась группа нижнефранкских диалектов, включавшая нидерландские, южно-нижненемецкий, клеверландский и лимбургский диалекты.
По оценкам лингвистов, отделение древненидерландского языка от древнефранкского произошло примерно в 450—500 годах нашей эры.

## Древненидерландский язык

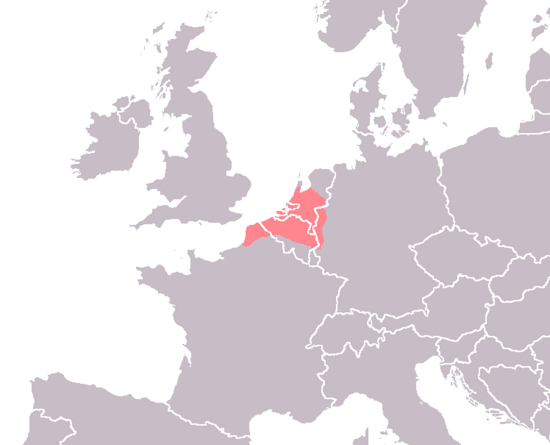
Регион распространения древненидерландского языка.

Древненидерландский язык, именуемый также древненижнефранкским, представлял собой множество нижнефранкских диалектов, распространённых на территории Исторических Нидерландов в период с V по XII века. Тексты на древненидерландском сохранились фрагментарно, их лексика была реконструирована из средненидерландского и заимствованных слов из древнефранкского языка.

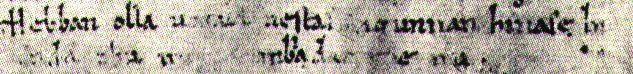
Фрагмент манускрипта Hebban olla vogala

Древненидерландский язык был распространён на территории нынешних южных Нидерландов, северной Бельгии, части северной Франции и части земли Нижний Рейн-Вестфалия (Германия). Жители современных северных регионов Нидерландов, в том числе Гронингена, Фрисландии и побережья северной Голландии в тот период говорили на древнефризском языке, а в восточных регионах (Ахтерхук, Оверэйссел и Дренте) — на древнесаксонском.
Первый известный документ, написанный на древненидерландском языке — список Салического закона, датируемый примерно 510 годом. В этом документе имеются фрагменты на древненидерландском: «Maltho thi afrio lito» (формула для освобождения крепостного), «Visc flot aftar themo uuatare» («Рыба плавает в воде») и «Gelobistu in got alamehtigan fadaer» («Веруйте во всемогущего Бога-отца»).
Вероятно, самым известным текстом на древненидерландском является «Hebban olla vogala nestas hagunnan, hinase hic enda tu, wat unbidan we nu» («Все птицы начали вить гнёзда, кроме нас с вами, чего же мы ждем») — манускрипт, датируемый примерно 1100 годом, который был написан фламандским монахом в монастыре в Рочестере (Англия, графство Кент). В настоящее время этот манускрипт хранится в Оксфорде.
Самое старое известное слово древненидерландского языка — wad, связываемое с топонимом vadam (современный Ваденойен), упомянутом в «Истории» Тацита.
Древненидерландский язык, в свою очередь, трансформировался в средненидерландский язык в начале XII века.

## Средненидерландский язык

Основные диалекты средненидерландского языка

Период между 1150 и 1500 годами лингвисты именуют средненидерландским языком. В течение этого периода у нидерландского языка не было стандартной грамматики, как правило, каждый автор писал на своём диалекте. Орфография также имела многочисленные вариации и была обусловлена произношением слов. Например, на средненидерландском слово Lant («земля») звучало и записывалось одинаково, в современном нидерландском оно произносится «Lant», но пишется land (множественное число — landen). Кроме того, в силу различий диалектов, чиновники в Амстердаме в XIV веке, как правило, писали «lant», а в Утрехте — «land».
Письменность нидерландского языка изначально основывалась на латинском алфавите. Сначала использовалось 23 буквы: a, b, c, d, e, f, g, h, i, k, l, m, n, o, p, q, r, s, t, v, x, y, z. Впоследствии были добавлены буквы J, U и W. В то же время латинский алфавит не мог передавать такую особенность нидерландского языка, как различие между долгими и краткими гласными. Например, в начале 13-го века слово jaar («год») записывалось как jar, но вскоре появились и другие варианты: jaer, а позже — jaar,yaer,iaer.
Ещё одной особенностью средненидерландского языка является частое слияние артиклей и предлогов со словами: tjaer (the year) и dlant (the land), как это видно в приведённом фрагменте из средневекового романа Karel ende Elegast. (Перевод текста: «Я расскажу вам удивительную историю, и это правда. Послушай! Однажды вечером Карел спал в Ингельхайме на Рейне. Вся земля, которая вы могли видеть, была его»).
Изобретение книгопечатания Гутенбергом способствовало стандартизации голландской орфографии.

## Современный нидерландский язык
Процесс стандартизации нидерландского языка начался в средневековье, главным образом — по инициативе Бургундского герцогского суда в Дижоне. В это время наиболее влиятельными были диалекты Фландрии и Брабанта, которые и были взяты за основу стандартизации. На голландский язык была переведена Библия Лютера (Антверпен, 1526). Позднее вышла так называемая Государственная голландская Библия (Лейден, 1636-37), язык перевода которой основывался преимущественно на городских говорах Голландии и был понятен жителям всех нидерландских провинций.
В 1804 году профессор М.Сигенбек опубликовал правила орфографии нидерландского языка, которые были приняты как обязательные на протяжении более чем полувека.
В XX веке официальная орфография нидерландского языка была установлена Законом о письменности (Wet schrijfwijze Nederlandsche taal), который был принят в Бельгии в 1946 году, а в Нидерландах — в 1947-м.
В 1980 году Нидерландами и Бельгией основана организация-регулятор — Нидерландский языковой союз — с целью обсуждения проблем развития и стандартизации нидерландского языка. С 15 октября 2005 проводится реформа орфографии.